# Voll-Damm
Voll-Damm è una birra lager e Märzen prodotta dalla S.A. Damm, un birrificio spagnolo con sede a Barcellona.  
È una birra robusta e corposa simile a una vollbier di stile tedesco e contiene il 7,2% di alcol. Ha un'etichetta di colore verde scuro con la scritta in caratteri gotici. 
Il nome di questa pale lager deriva dalla parola voll, che in tedesco significa pieno o completo, e si riferisce al corpo intenso e al sapore di una birra con un estratto di mosto del 17%.